# 山北大桥
31°36′40″N 120°15′51″E / 31.61120°N 120.26416°E
山北大桥，位于中华人民共和国江苏省无锡市梁溪区山北街道，是一架跨京杭大运河大桥。

## 沿革
原名会龙桥。1975年重建，1989年4月再建，因地处当时山北镇（后山北街道），故命名为“山北大桥”。1989年5月，随沪宁二级公路无锡西段（312国道）通车，山北大桥也成为当时跨京杭运河苏南段最大的大桥，2005年7月改造，2017年再次拆除重建。